# Dysderina dura
Dysderina dura là một loài nhện trong họ Oonopidae.
Loài này thuộc chi Dysderina. Dysderina dura được Arthur M. Chickering miêu tả năm 1951.